# Хасдай бен Єзекія
Хасдай бен Єзекія (іврит: חסדאי בן חזקיה) - син Єзекії бен Соломона, і, таким чином, був дев'ятим караїмським екзилархом з роду Анана бен Давида. Він жив в Іраці протягом ХІ-ХІІ століть. Він був батьком Соломона бен Хасдая.